# Romualdo Antonio González
Romualdo Antonio González; (Santiago, 1780 - 1849). Hijo de latifundistas de la zona del Curicó, heredó buenas tierras agrícolas en la zona, a lo que se dedicó paralelamente practicaba la política, aliado al bando pelucón. 

## Actividades políticas
- Diputado representante de Curicó, Santa Cruz y Vichuquén (1824-1825) (1825-1826) y (1827-1828).
- Diputado representante de Curicó y Vichuquén (1828-1829).
- Diputado representante de Curicó, Santa Cruz y Vichuquén (1829-1830).